# وحید حیدریه
وحید حیدریه (زادهٔ ۱۳ دی ۱۳۷۱) یک بازیکن فوتبال اهل ایران است که در پست مدافع بازی می‌کند. افتخارات جام حذفی و سوپرجام با فولاد است.